# Lerici-Klasse
Die Lerici-Klasse (bzw. Gaeta-Klasse) ist eine Minenjagdbootklasse der italienischen Marine. Boote der Lerici-Klasse wurden auch von Marinen anderer Länder beschafft.

## Technik

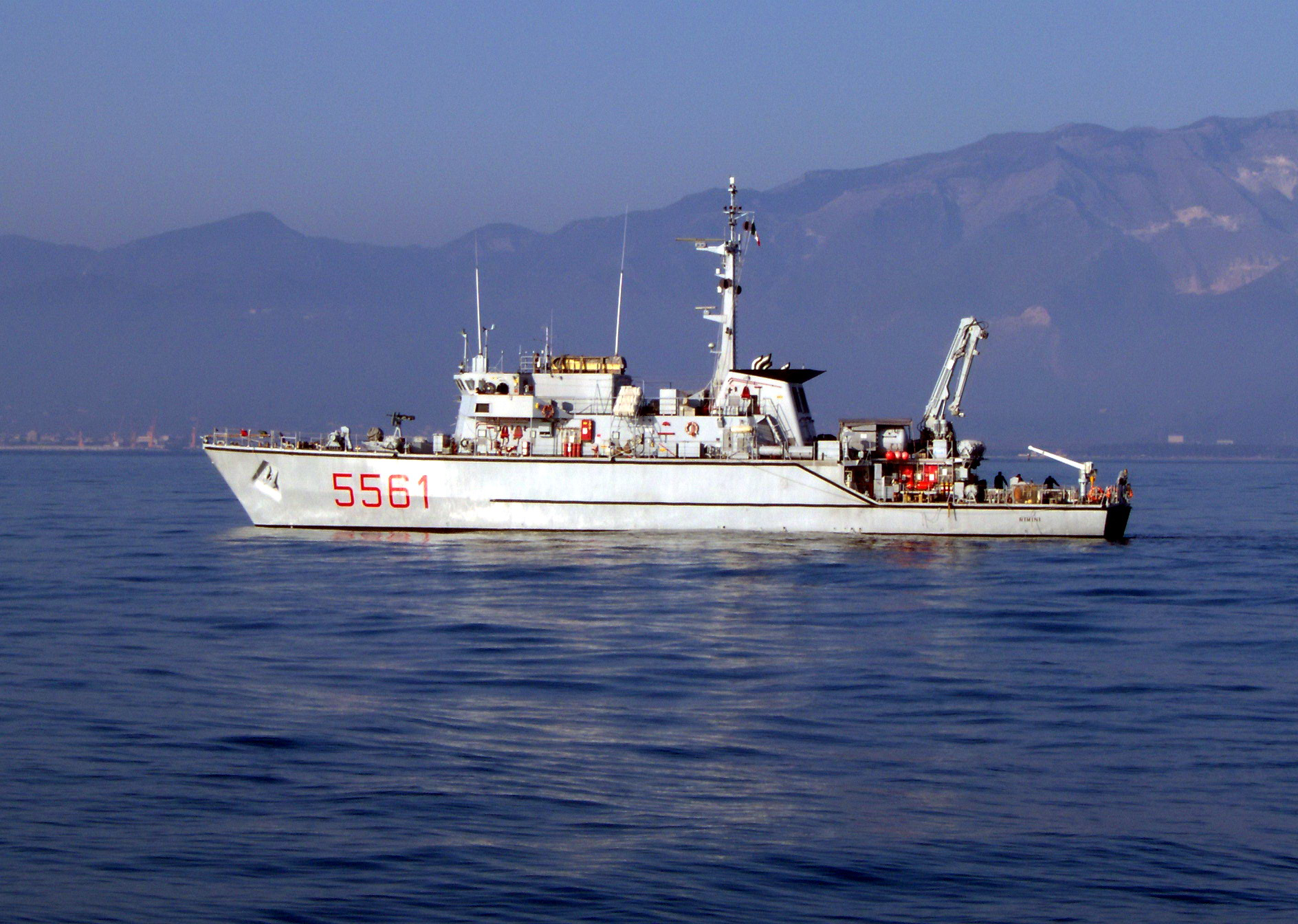
Rimini (M 5561)

Die Boote wurden in GRP-Bauweise gefertigt („Glass Reinforced Plastic“). Der Rumpf ist bis 120 mm stark und mit Blick auf Unterwasserexplosionen besonders resistent konstruiert. Die Hauptantriebsanlage ist in einer besonderen Schalenkonstruktion aufgehängt, die Elektrogeneratoren sind an Deck, wodurch die magnetischen und akustischen Eigenschaften der Boote verbessert wurden. Antriebsanlagen und andere Geräte sind aus amagnetischen und akustisch isolierenden Materialien. Die Schrauben der Hilfsmotoren befinden sich in Rohren und ermöglichen eine leise und vibrationslose Langsamfahrt.
Nach den ersten vier Booten erfuhren die folgenden acht einige Verbesserungen. Dieses zweite Baulos, auch als Gaeta-Klasse bezeichnet, erhielt ein verbessertes Minenjagdsonar, das später auch bei den ersten vier Einheiten eingerüstet wurde. Weitere Änderungen bestehen aus einem dritten Hydrauliksystem, verbesserten Generatoren, Pluto-Gigas-Minenjagddrohnen, einen neueren Typ Dekompressionskammer und einer nochmals reduzierten magnetische Signatur.
Eine Modernisierung dieser acht italienischen Boote erfolgte in den Jahren 2010–2013. Diese umfasste den Austausch des SQQ-14 Sonars durch das Thales 2093, ein neues Kampfdaten-Managementsystem Datamat 712(V)4 und eine Vorbereitung zur Aufnahme von Plutino-MIKI, einem weiteren Minenvernichtungssystems. Die neuen Ausrüstungen erfordern darüber hinaus einige Änderungen an den Aufbauten.

## Einheiten
Italien
Das erste Baulos der Lerici-Klasse besteht aus vier, in den 1980er Jahren von Intermarine in La Spezia gebauten Booten, wo sie auch stationiert wurden. Sie tragen die Namen von italienischen Küstenorten:
| Kennung | Name    | Kiellegung | Stapellauf        | In Dienst         | Außer Dienst       | Verbleib     |
| ------- | ------- | ---------- | ----------------- | ----------------- | ------------------ | ------------ |
| M 5550  | Lerici  |            | 3. September 1982 | 4. Mai 1985       | 24. September 2015 | in La Spezia |
| M 5551  | Sapri   |            | 5. April 1982     | 14. Dezember 1985 | 24. September 2015 | in La Spezia |
| M 5552  | Milazzo |            | 1. April 1982     | 14. Dezember 1985 |                    | aktiv        |
| M 5553  | Vieste  |            | 5. April 1984     | 14. Dezember 1985 |                    | aktiv        |

Die beiden noch aktiven Einheiten werden in Kürze der Reserve zugeteilt und dann ebenfalls außer Dienst gestellt.
Das zweite, verbesserte Baulos wird als Gaeta-Klasse bezeichnet. Alle acht Boote wurden wiederum in La Spezia bei Intermarine gebaut, nach italienischen Hafenstädten benannt und ebenfalls in La Spezia stationiert:
| Kennung | Name      | Kiellegung | Stapellauf        | In Dienst         | Außer Dienst | Verbleib |
| ------- | --------- | ---------- | ----------------- | ----------------- | ------------ | -------- |
| M 5554  | Gaeta     |            | 9. Oktober 1990   | 3. Juli 1992      |              | aktiv    |
| M 5555  | Termoli   |            | 18. Dezember 1990 | 13. November 1992 |              | aktiv    |
| M 5556  | Alghero   |            | 22. Mai 1991      | 31. März 1993     |              | aktiv    |
| M 5557  | Numana    |            | 20. März 1992     | 30. Juli 1993     |              | aktiv    |
| M 5558  | Crotone   |            | 8. September 1992 | 2. Februar 1994   |              | aktiv    |
| M 5559  | Viareggio |            | 11. Mai 1993      | 1. Juli 1994      |              | aktiv    |
| M 5560  | Chioggia  |            | 23. Juni 1994     | 18. Mai 1996      |              | aktiv    |
| M 5561  | Rimini    |            | 17. Januar 1995   | 10. November 1996 |              | aktiv    |

Die Boote sind auf die beiden Minenabwehr-Geschwader 53 und 54 (COMSQUADRAG53 und 54) des „Kommandos Minenstreitkräfte“ („MARICODRAG“) aufgeteilt.
 Australien
Sechs Boote bilden die Huon-Klasse der Royal Australian Navy, sie wurden bei Australian Defence Industry in Newcastle (New South Wales) gebaut und sind nach Flüssen benannt. Ihr Heimathafen ist die Basis HMAS Waterhen in Waverton bei Sydney.
| Kennung | Name       | Kiellegung     | Stapellauf        | In Dienst        | Außer Dienst | Verbleib |
| ------- | ---------- | -------------- | ----------------- | ---------------- | ------------ | -------- |
| M 82    | Huon       |                | 25. Juli 1997     | 15. Mai 1999     |              | aktiv    |
| M 83    | Hawkesbury |                | 24. April 1998    | 12. Februar 2000 |              | aktiv    |
| M 84    | Norman     |                | 3. Mai 1999       | 26. August 2000  |              | aktiv    |
| M 85    | Gascoyne   |                | 11. März 2000     | 2. Juni 2001     |              | aktiv    |
| M 86    | Diamantina | 4. August 1998 | 18. November 2000 | Februar 2001     |              | aktiv    |
| M 87    | Yarra      |                | 19. Januar 2002   | 1. März 2003     |              | aktiv    |

 Finnland
Die in Finnland als Katanpää-Klasse bezeichneten drei Boote sind eine Weiterentwicklung der Huon-Klasse und ersetzen die Kuha-Klasse. Gebaut wurden die Boote auf der Intermarine-Werft in Sarzana unter Beteiligung der Aker Yards in Rauma, ihr Heimathafen wird Turku sein.
| Kennung | Name     | Kiellegung | Stapellauf | In Dienst  | Außer Dienst | Verbleib    |
| ------- | -------- | ---------- | ---------- | ---------- | ------------ | ----------- |
|         | Katanpää | Juli 2007  |            | Mitte 2011 |              | Seeversuche |
|         | Purunpää |            |            | Ende 2011  |              | im Bau      |
|         |          |            |            |            |              | im Bau      |

(Stand Mai 2011)
 Malaysia
Die vier Boote umfassende Mahamiru-Klasse für die Königlich Malaysische Marine wurden in den 1980er Jahren in La Spezia bei Intermarine gebaut. Zwei Boote sind in Lumut und zwei in Labuan beheimatet, sie alle bilden das 16. Minenabwehrgeschwader (16. Mine Counter Measures Squadron).
| Kennung | Name     | Kiellegung | Stapellauf | In Dienst         | Außer Dienst | Verbleib |
| ------- | -------- | ---------- | ---------- | ----------------- | ------------ | -------- |
| M 11    | Mahamiru |            |            | 11. Dezember 1985 |              | aktiv    |
| M 12    | Jerai    |            |            | 11. Dezember 1985 |              | aktiv    |
| M 13    | Ledang   |            |            | 11. Dezember 1985 |              | aktiv    |
| M 14    | Kinabalu |            |            | 11. Dezember 1985 |              | aktiv    |

Eine Modernisierung des taktischen Datensystems erfolgte 2001,  ein „Minehunting Tactical Display System“ (MTDS) wurde durch die südafrikanische Altech Defence System geliefert. Die Mahamiru und Ledang wurden  2007 einer lebensdauerverlängernden Maßnahme unterzogen, die beiden übrigen Boote sollen in gleicher Weise auf den neuesten Stand gebracht werden. Hierzu zählen ein TSM Mk III Sonar, eine Anpassung des MTDS und ein Kongsberg Navigations-Echolot.
 Nigeria
Die beiden Boote in Diensten Nigerias sind aus der Mahamiru-Klasse abgeleitet.
| Kennung | Name   | Kiellegung    | Stapellauf        | In Dienst        | Außer Dienst | Verbleib |
| ------- | ------ | ------------- | ----------------- | ---------------- | ------------ | -------- |
| M 371   | Ohue   | 23. Juli 1984 | 22. November 1985 | 28. Mai 1987     |              |          |
| M 372   | Barama | 11. März 1985 | 6. Juni 1986      | 25. Februar 1988 |              |          |

Im Unterschied zu den italienischen und malaysischen Schwesterbooten besitzen die beiden nigerianischen Boote keinen separaten hydraulischen Antrieb für die Minenjagd. 1999 erhielten sie unter anderem Zwei-Mann-Carry-Galeazzi-Dekompressionskammern. Beide Boote sollen 2009 erneut modernisiert worden sein, die Einsatzfähigkeit der Minenbekämpfungsausrüstung ist jedoch zweifelhaft.
 Thailand
Ursprünglich plante Thailand acht Boote des im Land als Lat Ya-Klasse bezeichneten Bootstyps zu beschaffen, sechs wurden jedoch abbestellt. Die bei Intermarine in Sarzana gebaute Klasse umfasst somit nur zwei Boote:
| Kennung | Name          | Kiellegung | Stapellauf | In Dienst | Außer Dienst | Verbleib |
| ------- | ------------- | ---------- | ---------- | --------- | ------------ | -------- |
| M 663   | Lat Ya        | 1998       | 1999       |           |              |          |
| M 634   | Tha Din Daeng | 1998       | 1999       |           |              |          |

 Vereinigte Staaten
Siehe Hauptartikel über die zwölf Boote der Osprey-Klasse (MHC-51), die inzwischen alle nicht mehr im Dienst der US Navy stehen.